# Setabis lagus
Setabis lagus is een vlindersoort uit de familie van de prachtvlinders (Riodinidae), onderfamilie Riodininae.
Setabis lagus werd in 1777 beschreven door Cramer.